# Demokratesch Partei
De Demokratesch Partei (Nederlands: Democratische Partij, afgekort DP) is een Luxemburgse liberale politieke partij die opgericht werd op 24 april 1955. Na de christendemocratische CSV en de sociaaldemocratische LSAP is het traditioneel de derde grootste partij van Luxemburg.
De partijleider van de DP is tevens partijvoorzitter. Sinds 2022 is dit Lex Delles.

## Geschiedenis
De DP werd in haar huidige vorm opgericht in 1955 en komt voort uit de Ligue Libérale (LL) die tussen 1904 en 1925 bestond. Uit de linkervleugel van de LL ontstond in 1932 de Radicaal-Liberale Partij, die na de Tweede Wereldoorlog verderging als Groupement Patriotique et Démocratique (GPD). In 1955 nam de partij haar huidige naam aan.
De DP maakte door de jaren heen deel uit van verschillende Luxemburgse regeringen en regeerde vaak met de christendemocratische CSV (met name in de kabinetten onder Pierre Werner). Van 1974 tot 1979 leverde de DP met Gaston Thorn voor het eerst de premier.
Tussen 1999 en 2004 was de DP de op één na grootste partij in de Kamer van Afgevaardigden met 15 van de in totaal 60 zetels. Gedurende die periode vormde de partij wederom een coalitieregering met de CSV. Bij de parlementsverkiezingen van 2004 verloor de DP vijf zetels en kon als gevolg daarvan geen deel meer uitmaken van de Luxemburgse regering. De CSV ging nu een coalitie aan met de Lëtzebuerger Sozialistesch Aarbechterpartei (LSAP).
Na negen jaar in de oppositie kwamen de liberalen bij de verkiezingen van 2013 sterk terug. DP-leider Xavier Bettel vormde een driepartijencoalitie met de LSAP en Déi Gréng (De Groenen) en was gedurende tien jaar premier. In 2019 werd de DP bij de Europese Parlementsverkiezingen in Luxemburg voor het eerst de grootste partij. Sindsdien heeft de partij twee afgevaardigden in het Europees Parlement. 
Het traditionele bolwerk van de DP is de hoofdstad Luxemburg: de partij levert meestal de Buergermeeschter (burgemeester) van deze stad. De jongerenafdeling van de partij is de Jeunesse Démocrate et Libérale du Luxembourg (JDL). 

## Ideologie
De Democratische Partij (DP) is een liberale partij, die steun trekt van zelfstandigen, het bedrijfsleven en de stedelijke hogere middenklasse. Net als andere West-Europese liberale partijen pleit het voor een mix van fundamentele sociale wetgeving en minimale betrokkenheid van de overheid in de economie. De partij staat voor een sterke NAVO en verdedigt het idee van een seculiere staat waarin religie geen enkele rol mag spelen in het openbare leven.

## Verkiezingsuitslagen

### Kamer van Afgevaardigden
De DP (vóór 1955 de GPD) behaalde sinds 1945 de volgende resultaten bij de Luxemburgse parlementsverkiezingen:
| Luxemburgse parlementsverkiezingen | Luxemburgse parlementsverkiezingen | Luxemburgse parlementsverkiezingen | Luxemburgse parlementsverkiezingen | Luxemburgse parlementsverkiezingen | Luxemburgse parlementsverkiezingen |
| Jaar                               | Stemmen                            | %                                  | Plaats                             | Zetels                             | Positie                            |
| ---------------------------------- | ---------------------------------- | ---------------------------------- | ---------------------------------- | ---------------------------------- | ---------------------------------- |
| 1945                               | 366.860                            | 18,0                               | 3e                                 | 9 / 51                             | Regeringscoalitie                  |
| 1948                               | 97.415                             | 11,6                               | 3e                                 | 9 / 51                             | Regeringscoalitie                  |
| 1951                               | 215.511                            | 20,9                               | 3e                                 | 8 / 52                             | Oppositie                          |
| 1954                               | 255.522                            | 12,3                               | 3e                                 | 6 / 52                             | Oppositie                          |
| 1959                               | 448.387                            | 20,3                               | 3e                                 | 11 / 52                            | Regeringscoalitie                  |
| 1964                               | 280.644                            | 12,2                               | 3e                                 | 6 / 56                             | Oppositie                          |
| 1968                               | 430.262                            | 18,0                               | 3e                                 | 11 / 56                            | Regeringscoalitie                  |
| 1974                               | 668.043                            | 23,3                               | 3e                                 | 14 / 59                            | Regeringscoalitie                  |
| 1979                               | 648.404                            | 21,9                               | 3e                                 | 15 / 59                            | Regeringscoalitie                  |
| 1984                               | 614.627                            | 20,4                               | 3e                                 | 14 / 64                            | Oppositie                          |
| 1989                               | 498.862                            | 17,2                               | 3e                                 | 11 / 60                            | Oppositie                          |
| 1994                               | 548.246                            | 19,3                               | 3e                                 | 12 / 60                            | Oppositie                          |
| 1999                               | 632.707                            | 22,4                               | 2e                                 | 15 / 60                            | Regeringscoalitie                  |
| 2004                               | 460.601                            | 16,1                               | 3e                                 | 10 / 60                            | Oppositie                          |
| 2009                               | 432.820                            | 15,0                               | 3e                                 | 9 / 60                             | Oppositie                          |
| 2013                               | 597.879                            | 18,3                               | 3e                                 | 13 / 60                            | Regeringscoalitie                  |
| 2018                               | 597.080                            | 16,9                               | 3e                                 | 12 / 60                            | Regeringscoalitie                  |
| 2023                               | 703.833                            | 18,7                               | 3e                                 | 14 / 60                            | Regeringscoalitie                  |

### Europees Parlement
De DP behaalde sinds 1979 de volgende resultaten bij de Europese parlementsverkiezingen:
| Europese Parlementsverkiezingen | Europese Parlementsverkiezingen | Europese Parlementsverkiezingen | Europese Parlementsverkiezingen | Europese Parlementsverkiezingen |
| Jaar                            | Stemmen                         | %                               | Plaats                          | Zetels                          |
| ------------------------------- | ------------------------------- | ------------------------------- | ------------------------------- | ------------------------------- |
| 1979                            | 274.307                         | 28,1                            | 2e                              | 2 / 6                           |
| 1984                            | 218.481                         | 22,1                            | 3e                              | 1 / 6                           |
| 1989                            | 198.254                         | 19,9                            | 3e                              | 1 / 6                           |
| 1994                            | 190.977                         | 18,8                            | 3e                              | 1 / 6                           |
| 1999                            | 207.379                         | 20,5                            | 3e                              | 1 / 6                           |
| 2004                            | 162.064                         | 14,9                            | 4e                              | 1 / 6                           |
| 2009                            | 210.107                         | 18,7                            | 3e                              | 1 / 6                           |
| 2014                            | 173.255                         | 14,8                            | 3e                              | 1 / 6                           |
| 2019                            | 268.910                         | 21,4                            | 1e                              | 2 / 6                           |

## Partijleiders
- Lucien Dury (1948–1952)
- Eugène Schaus (1952–1959)
- Lucien Dury (1959–1962)
- Gaston Thorn (1962–1969)
- René Konen (1969–1971)
- Gaston Thorn (1971–1980)
- Colette Flesch (1980–1989)
- Charles Goerens (1989–1994)
- Lydie Polfer (1994–2004)
- Claude Meisch (2004–2013)
- Xavier Bettel (2013–2015)
- Corinne Cahen (2015–2022)
- Lex Delles (2022-2025)
- Carole Hartmann (2025-)